# Atlético Saguntino
Atlético Saguntino is een Spaanse voetbalclub uit Sagunto in de regio Valencia. De club werd in 1951 opgericht en speelt in de Segunda División RFEF. Thuiswedstrijden worden gespeeld in het Camp Nou de Morvedre, dat een capaciteit van 1.000 plaatsen heeft.